# شهرستان آیرون (میزوری)
شهرستان آیرون، میزوری (به انگلیسی: Iron County, Missouri) یک شهرستان در ایالات متحده آمریکا است که در میزوری واقع شده‌است.